# Münsingen
Münsingen är en stad i Landkreis Reutlingen i delstaten Baden-Württemberg i Tyskland. Kommunen består av ortsdelarna (tyska Ortsteile) Münsingen, Apfelstetten, Auingen, Bichishausen, Böttingen, Bremelau, Buttenhausen, Dottingen, Gundelfingen, Hundersingen, Magolsheim, Rietheim och Trailfingen. Folkmängden uppgår till cirka 14 900 invånare, på en yta av 116,99 kvadratkilometer.
Staden ingår i kommunalförbundet Münsingen tillsammans med kommunerna Gomadingen och Mehrstetten.

## Befolkningsutveckling
| Befolkningsutvecklingen i Münsingen 1975–2015 | Befolkningsutvecklingen i Münsingen 1975–2015 | Befolkningsutvecklingen i Münsingen 1975–2015 | Befolkningsutvecklingen i Münsingen 1975–2015 | Befolkningsutvecklingen i Münsingen 1975–2015 |
| --------------------------------------------- | --------------------------------------------- | --------------------------------------------- | --------------------------------------------- | --------------------------------------------- |
|                                               |                                               |                                               |                                               |                                               |
| År                                            |                                               |                                               | Folkmängd                                     | Areal (ha)                                    |
| 1975                                          | 1975                                          |                                               | 11 143                                        | 11 600                                        |
| 1980                                          | 1980                                          |                                               | 11 341                                        | 11 601                                        |
| 1985                                          | 1985                                          |                                               | 11 263                                        |                                               |
| 1990                                          | 1990                                          |                                               | 12 197                                        | 11 602                                        |
| 1995                                          | 1995                                          |                                               | 13 681                                        |                                               |
| 2000                                          | 2000                                          |                                               | 14 286                                        | 11 605                                        |
| 2005                                          | 2005                                          |                                               | 14 582                                        |                                               |
| 2010                                          | 2010                                          |                                               | 14 491                                        | 11 603                                        |
| 2015                                          | 2015                                          |                                               | 14 399                                        | 11 699                                        |
|                                               |                                               |                                               |                                               |                                               |